# Secretaría General Técnica del Ministerio de Industria
La Secretaría General Técnica del Ministerio de Industria y Turismo es el órgano directivo de la Subsecretaría de Industria y Turismo que da asesoramiento jurídico a todos los órganos del Departamento, estudia y hace propuestas sobre la legislación de competencia del Ministerio y sobre legislación autonómica, y actúa como servicio estadístico del Departamento.
Igualmente se encarga de las relaciones con otros ministerios, administraciones, organismos y tribunales de justicia nacionales e internacionales, con especial atención a la Unión Europea.

## Historia
La Secretaría General Técnica del Ministerio de Industria se creó por la Ley que reorganizó el Ministerio con fecha de 9 de noviembre de 1939 (publicada el 29 de dicho mes). Sin mayores menciones en la ley, fue desarrollada por la Orden de 31 de enero de 1940, que la adscribió directamente al ministro de Industria y Comercio y le otorgó funciones de asesoría y estudio jurídico, además de la potestad de establecer precios a productos industriales.
En sus ocho décadas de historia, sus funciones y estructura, así como la denominación, han variado constantemente, si bien desde el periodo democrático sus funciones se han mantenido en la ayuda técnica al Departamento de Industria. Desde 1988 pasó a depender de la Subsecretaría y no del ministro.

## Estructura y funciones
La Secretaría General Técnica se divide en los siguientes órganos, a través de los cuales ejerce sus competencias:
- La Vicesecretaría General Técnica, a la que le corresponde la articulación de las competencias normativas del Ministerio con los departamentos ministeriales y con el resto de las Administraciones públicas, organismos y entidades públicas; la preparación de la documentación e informes, así como la tramitación y coordinación de las actuaciones relativas a los asuntos que se sometan a la deliberación del Consejo de Ministros, de las Comisiones Delegadas del Gobierno y de la Comisión General de Secretarios de Estado y Subsecretarios; así como el seguimiento e informe de los actos y disposiciones de las comunidades autónomas; la tramitación de los convenios de colaboración; y las publicaciones en el Boletín Oficial del Estado.
- La Subdirección General de Desarrollo Normativo e Informes, a la que el corresponde realizar el análisis, informe y tramitación de las disposiciones y proyectos normativos que corresponde aprobar o proponer al Departamento, y el informe de las disposiciones de carácter general relativas a materias que afecten a la competencia del Departamento; y la asistencia jurídica a los órganos del Departamento, en relación con las materias competencia del Ministerio de Industria y Turismo.
- La Subdirección General de Recursos, Reclamaciones y Relaciones con la Administración de Justicia, a la que le corresponde la tramitación y propuesta de resolución de los recursos administrativos y de los requerimientos a los que se refiere el artículo 44 de la Ley Reguladora de la Jurisdicción Contencioso-Administrativa, así como la iniciación, tramitación y propuesta de resolución de los expedientes de revisión de los actos administrativos, de declaración de nulidad de las disposiciones administrativas y de la declaración de lesividad cuando se refieran a actos del Departamento y la tramitación y propuesta de resolución de las reclamaciones en materia de responsabilidad patrimonial y de las peticiones formuladas por vía de derecho de petición; las relaciones con los juzgados y tribunales de justicia, a efectos de la remisión de los expedientes y documentación que soliciten, la recepción de sus notificaciones y, en su caso, coordinación y seguimiento de la ejecución de sus sentencias; y la tramitación y propuesta de resolución de los procedimientos de reconocimiento de los títulos profesionales expedidos por los Estados miembros de la Unión Europea y demás Estados signatarios del Acuerdo sobre Espacio Económico Europeo.
- La Subdirección General de Relaciones Internacionales y Cooperación, a la que le corresponde la coordinación y asesoramiento de cuestiones de carácter internacional y cooperación técnica del ámbito competencial del Departamento, así como la participación en foros internacionales; el ejercicio, en coordinación con el Ministerio de Asuntos Exteriores, de las competencias en relación con los organismos internacionales y con la Unión Europea en las materias propias del Departamento; el ejercicio de las funciones, como punto de contacto del Ministerio con el Ministerio de Asuntos Exteriores, en relación con los siguientes procedimientos: seguimiento de la adecuación del ordenamiento jurídico nacional con la normativa de la Unión Europea; proyectos piloto y procedimientos de infracción abiertos por la Comisión Europea; procedimientos contenciosos ante el Tribunal de Justicia de la Unión Europea; procedimiento de notificación de reglamentaciones técnicas y seguimiento de las cuestiones planteadas en la Red SOLVIT en materias de este Departamento; el ejercicio de las funciones como punto ministerial de contacto para ayudas públicas, y la realización del asesoramiento, informe, gestión y control de las ayudas de estado de este Departamento y la coordinación con el Ministerio de Asuntos Exteriores y las autoridades de la Unión Europa en materia de ayudas estatales; el análisis e informe de las disposiciones y proyectos normativos en relación con cuestiones que afecten a materias de carácter internacional y de la Unión Europea, así como la coordinación de los informes necesarios en relación con los Tratados internacionales y otro tipo de acuerdos que se plantee firmar el Reino de España en las materias propias de este Departamento; y el seguimiento de la adecuación del ordenamiento jurídico español a la normativa europea en las materias competencia de este ministerio.
- La Subdirección General de Estudios y Publicaciones, a la que le corresponde la realización de estudios y análisis sobre la estructura, evolución y prospectiva de los sectores económicos competencia del Ministerio; las responsabilidades estadísticas y la gestión editorial, blibliotecaria y archivística del Departamento; así como la colaboración con otros ministerios en estas materias.

## Titulares
Desde 1939, estos han sido los secretarios generales técnicos:
- 1939-1940: Constantino Lobo Montero (General de Artillería)
- 1940-1941: José María González de Careaga y Urquijo (Ingeniero Industrial al Servicio de la Hacienda Pública)
- 1941-1945: Carlos Abollado Aribau (Cuerpo de Ingenieros Industriales, Catedrático de Físico-Química)
- 1945-1951: Rafael Rubio Martínez-Corera (Ingeniero Militar)
- 1951-1961: Luis Arruza Alonso (Cuerpo de Ingenieros Industriales)
- 1961-1962: Fermín de la Sierra (Cuerpo de Ingenieros Industriales, Catedrático de Economía)
- 1962-1966: José Ángel Sánchez Asiaín (Catedrático de Hacienda Pública)
- 1966-1970: Tomás Galán Argüello (Economista del Estado)
- 1970-1974: Manuel Azpilicueta Ferrer (Economista del Estado)
- 1974-1975: José Antonio Gallego Gredilla (Economista del Estado)
- 1975-1976: Eduardo Peña Abizanda (Diplomático)
- 1976-1977: José María Jerez y de Rojas (Economista del Estado)
- 1977-1978: Eduardo Punset Casals
- 1978-1979: Luis Marco Bordetas (Economista del Estado)
- 1979-1980: Guillermo de la Dehesa Romero (Economista del Estado)
- 1980-1982: José Manuel Serrano Alberca (Letrado de las Cortes y Jurídico Militar)
- 1982-1984: Oscar Fanjul Martín (Catedrático de Economía)
- 1984-1986: Fernando Maravall Herrero (Técnico Comercial del Estado)
- 1986-1987: Santiago Eguidazu Mayor (Técnico Comercial y Economista del Estado)
- 1987-1990: Ramón Pérez Simarro
- 1990-1996: Alfonso de las Heras Gozalo (Cuerpo de Ingenieros Industriales)
- 1996-1998: José Manuel Serra Peris (Abogado del Estado)
- 1998-2000: María Isabel Monreal Palomino (Administrador Civil del Estado)
- 2000-2002: Félix Fernando Manzanedo González (Abogado del Estado)
- 2002-2004: Enrique Medina Malo (Abogado del Estado)
- 2004-2008: Leandro González Gallardo (Administrador Civil del Estado)
- 2008-2011: María José Gómez Gómez (Administrador Civil del Estado)
- 2011-2015: José María Jover Gómez-Ferrer (Letrado del Consejo de Estado)
- 2015-2018: Manuel García Hernández (Cuerpo de Ingenieros Industriales)
- 2018-2020: Pablo Garde Lobo (Administrador Civil del Estado)
- 2020-pres.: Nuria García González (Funcionaria de la Escala Técnica de Gestión de Organismos Autónomos y Cuerpo de Gestión de la Administración Civil del Estado)[8]

## Presupuesto
La Secretaría General Técnica del Ministerio de Industria, Comercio y Turismo tiene un presupuesto asignado de 4 389 130 € para el año 2023. De acuerdo con los Presupuestos Generales del Estado para 2023, la SGT participa en dos programas:
| Nº Programa                                        | Programa                                                         | Dotación    | Ref.   |
| -------------------------------------------------- | ---------------------------------------------------------------- | ----------- | ------ |
| 421M                                               | Dirección y Servicios Generales de Industria, Comercio y Turismo | 4 209 130 € | [ 9 ]  |
| 921U                                               | Publicaciones                                                    | 180 000 €   | [ 10 ] |
| Total presupuesto de la Secretaría General Técnica | Total presupuesto de la Secretaría General Técnica               | 4 389 130 € |        |